# Al Abr (huyện)
Huyện Al Abr là một huyện thuộc tỉnh Hadramawt, Yemen. Đến thời điểm năm 2003, huyện này có dân số 3348 người